# Tazoult
Tazoult là một thị trấn thuộc tỉnh Batna, Algérie. Dân số thời điểm năm 2002 là 22.114 người.